# 拉马堡
拉马堡（義大利語：Castel di Lama）是意大利阿斯科利皮切诺省的一个市镇。总面积10.97平方公里，人口8332人，人口密度759.5人/平方公里（2009年）。ISTAT代码为044011。